# Mimosa spruceana
Mimosa spruceana är en ärtväxtart som beskrevs av George Bentham. Mimosa spruceana ingår i släktet mimosor, och familjen ärtväxter. Inga underarter finns listade i Catalogue of Life.